# Bayawan

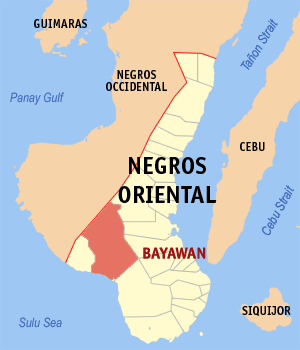
Bayawans läge i Negros Oriental.

Bayawan (officiellt City of Bayawan) är en stad i Filippinerna. Den är belägen i provinsen Negros Oriental i regionen Centrala Visayas och hade 110 250 invånare vid folkräkningen 2007. Staden är indelad i 28 smådistrikt, barangayer, varav endast fem är klassificerade som urbana.